# Le Burgaud
 Le Burgaud  es una población y comuna francesa, en la región de Mediodía-Pirineos, departamento de Alto Garona, en el distrito de Toulouse y cantón de Grenade-sur-Garonne.

## Demografía
| 509 | 419 | 397 | 419 | 429 | 484 |
| Para los censos de 1962 a 1999 la población legal corresponde a la población sin duplicidades (Fuente: INSEE [Consultar]) |     |     |     |     |     |

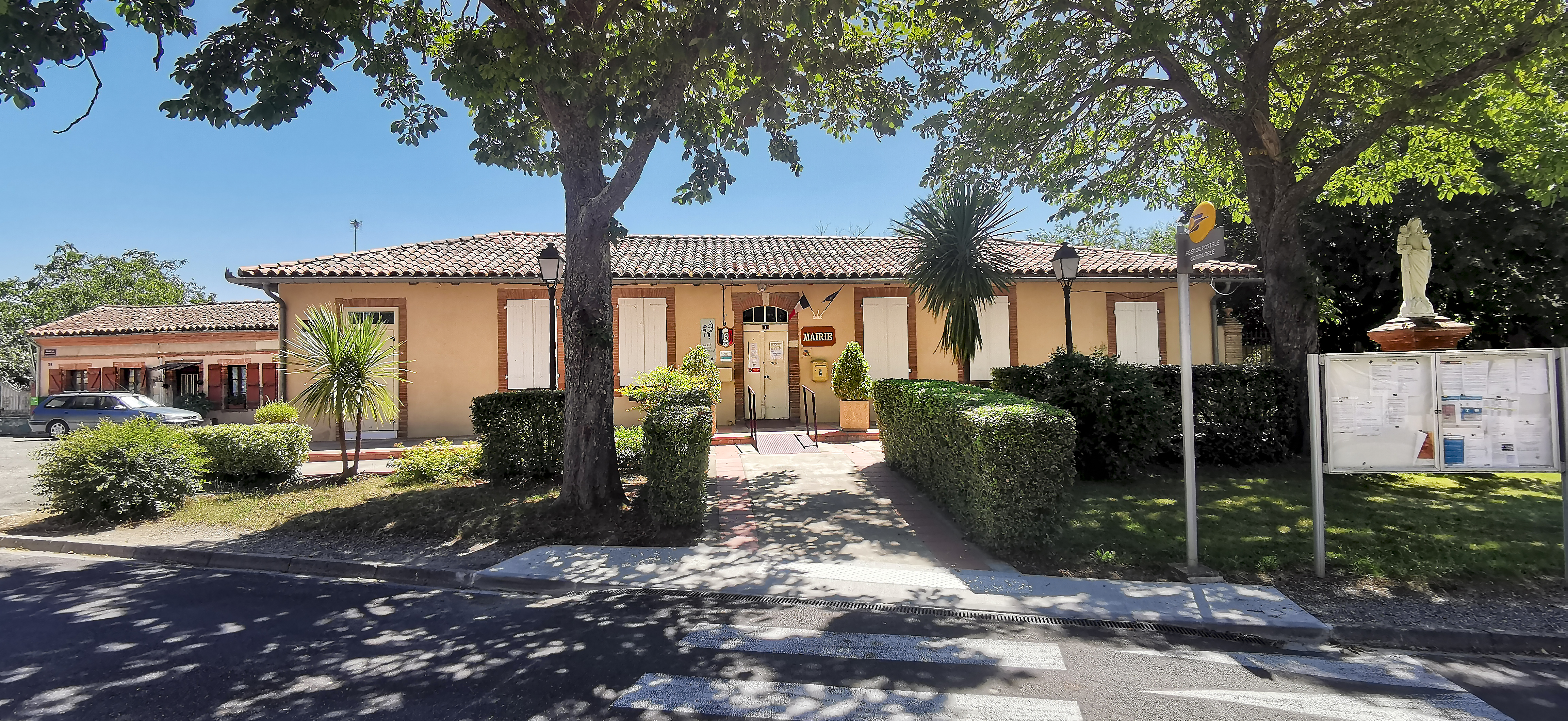
El ayuntamiento
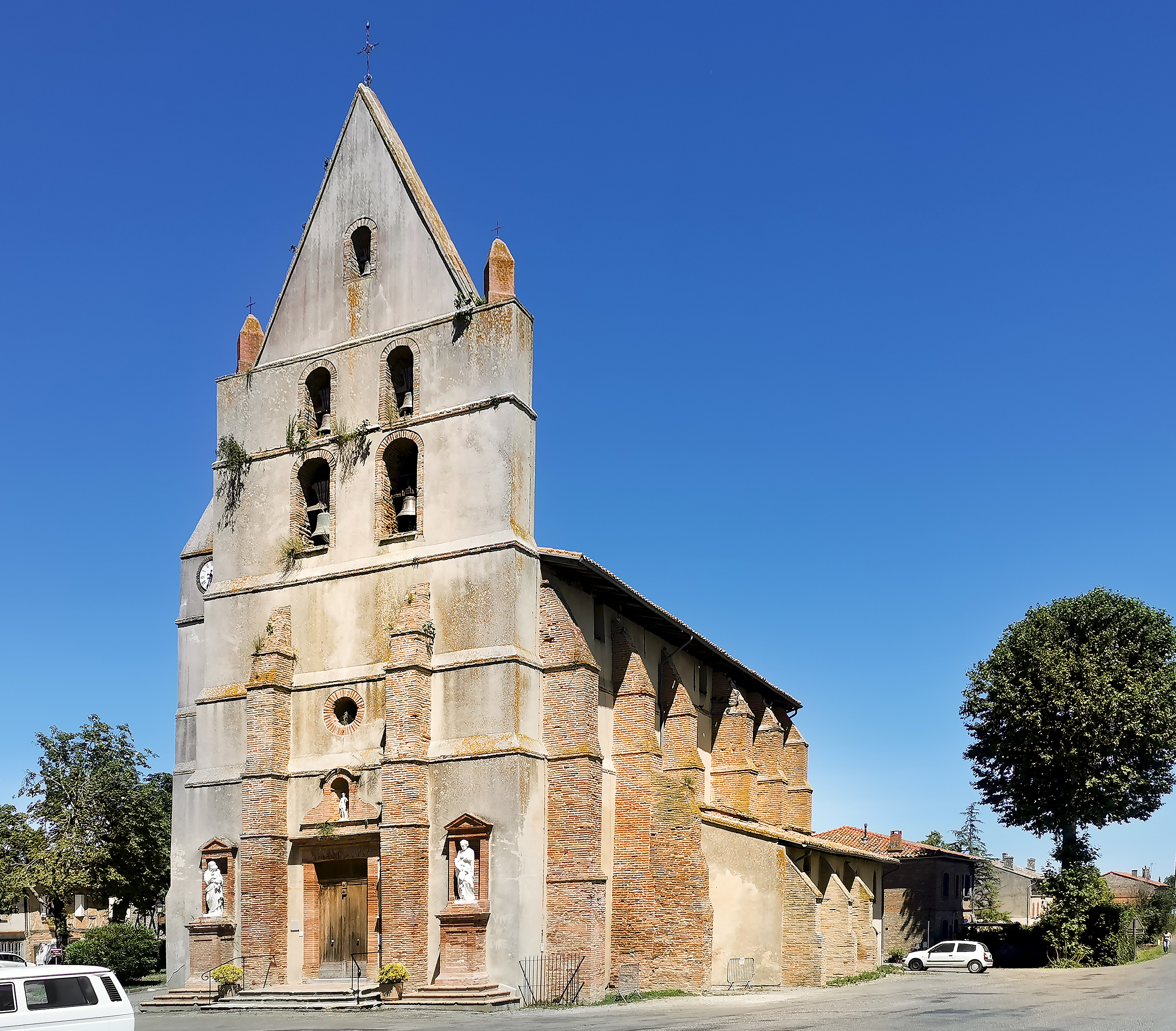
La iglesia Saint-Jean-Baptiste
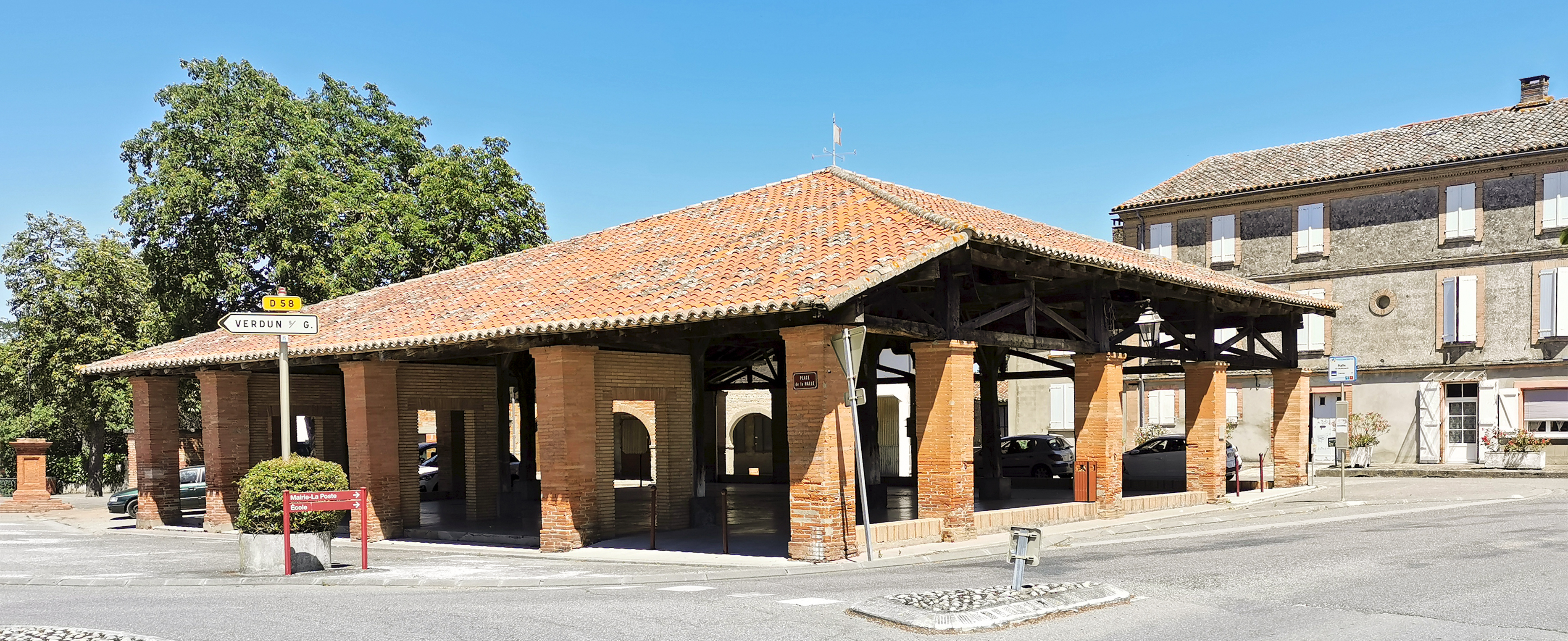
El mercado cubierto